# Diecezja serecka
Diecezja serecka – diecezja Kościoła rzymskokatolickiego na terenie Mołdawii. Została założona ok. 1370 r. przez papieża Urbana V i była początkowo podporządkowana metropolii w Kalocsa a od 1412 metropolii lwowskiej. Diecezja zanikła w 1515. Jej kontynuacją była diecezja bakowska utworzona w 1591 r. Rezydencja ordynariusza znajdowała się w Serecie i Suczawie.

## Biskupi ordynariusze
| L.p. | Lata rządów | Tytuł | Imię i nazwisko    |
| ---- | ----------- | ----- | ------------------ |
| 1.   | 1371–1386   | bp    | Andrzej z Krakowa  |
| 2.   | 1386–1393   | bp    | Jan I              |
| 3.   | 1394–1412   | bp    | Stefan Martini     |
| 4.   | 1413–1418   | bp    | Mikołaj Venatoris  |
| 5.   | 1413–1420   | bp    | Tomasz Ebner       |
| 6.   | 1420–1434   | bp    | Jan II             |
| 7.   | 1434–?      | bp    | Jan III            |
| 8.   | 1438–?      | bp    | Piotr Crisper      |
| 9.   | 1457–1471   | bp    | Jan IV Kemulem     |
| 10.  | 1476–?      | bp    | Piotr II de Insula |
| 11.  | 1484–1497   | bp    | Szymon Dobriolanus |
| 12.  | 1497–?      | bp    | Tomasz Batscha     |
| 13.  | 1510–1515   | bp    | Michał Marynowski  |